# Karl Polheim
Karl Polheim (* 28. Juni 1883 in Graz; † 15. Dezember 1967 ebenda) war ein österreichischer Germanist und Universitätsprofessor an der Karl-Franzens-Universität Graz. Während der Zeit des Nationalsozialismus war er Rektor der Universität.

## Leben
Polheim studierte in Graz und Berlin (u. a. bei Andreas Häusler) und promovierte 1907 zum Dr. phil. Während seines Studiums wurde er Mitglied der fakultativ schlagenden Akademischen Sängerschaft Gothia zu Graz. 1912 habilitierte er sich an der Universität Graz für das Fach Deutsche Philologie. 1924 wurde Polheim in Graz zum planmäßigen außerordentlichen Professor ernannt. Von 1929 bis 1945 lehrte er als ordentlicher Professor für deutsche Sprache und Literatur am Seminar für deutsche Philologie der Universität Graz. Am 20. Mai 1938 beantragte er die Aufnahme in die NSDAP und wurde rückwirkend zum 1. Mai desselben Jahres aufgenommen (Mitgliedsnummer 6.289.257). Von August 1939 bis 1945 war Polheim Rektor der Universität Graz. Von 1941 bis 1943 war Polheim zusätzlich noch als Auslandsprofessor in Zagreb tätig. Im Dezember 1944 übergab Polheim die Rektoratsgeschäfte wegen Erkrankung an den Prorektor Karl Rauch. Im November 1945 wurde er pensioniert.
Zwischen 1940 und 1945 fungierte Polheim auch als Obmann des Deutschen Sängerbundes.
In seinen Forschungen beschäftigte sich Polheim insbesondere mit dem Bereich der literarischen Volkskunde, d. h. mit Volksdichtung, Märchen und Volksschauspielen des Ostalpenraums. Polheim trug eine umfangreiche handschriftliche Sammlung an Werken der Volksdichtung zusammen, die auch die Basis für einige von ihm betreute Dissertationen bildete. Unter anderen promovierten Hanns Koren und Leopold Kretzenbacher bei Polheim.
Karl Polheim war katholisch und verheiratet mit Irmgard Polheim, geborene von Vogtberg. Ihr gemeinsamer, 1927 in Graz geborener Sohn Karl Konrad Polheim war ab 1967 Ordinarius für Neuere deutsche Sprache und Literaturgeschichte an der Universität Bonn.

## Mitgliedschaften (Auswahl)
- Paul-Ernst-Gesellschaft

## Veröffentlichungen (Auswahl)
- Die lateinische Reimprosa. Weidmann, Berlin 1925.
- Doppelselbstmord (nach Ludwig Anzengruber 1876). Drama, von Polheim bearbeitet, Stiasny-Bücherei, Graz 1958.